# Serrat de les Alzines
El Serrat de les Alzines és una serra situada al municipi de Sant Bartomeu del Grau a la comarca d'Osona, amb una elevació màxima de 800 metres.